# Orimarga (Diotrepha) flavescens
Orimarga (Diotrepha) flavescens is een tweevleugelige uit de familie steltmuggen (Limoniidae). De soort komt voor in het Neotropisch gebied.